# 5ª Brigata fucilieri motorizzata delle guardie "A. V. Zacharčenko"
La 5ª Brigata autonoma fucilieri motorizzata delle guardie "A. V. Zacharčenko" (in russo 5-я отдельная гвардейская мотострелковая бригада имени А. В. Захарченко?, 5-ja otdel'naja gvardejskaja motostrelkovaja brigada imeni A. V. Zacharčenko, unità militare 41698, in precedenza 08805) è un'unità di fanteria meccanizzata delle Forze terrestri russe, subordinata alla 51ª Armata combinata delle guardie del Distretto militare meridionale e con base a Donec'k.

## Storia

### Guerra del Donbass
Gli atleti membri del club di combattimento "Oplot" (in russo Оплот?, "Roccaforte") di Charkiv già a partire gennaio 2014, nel pieno dell'Euromaidan, avevano preso parte alle contromanifestazioni Anti-Maidan a Kiev. Ad aprile hanno cercato di occupare il palazzo dell'amministrazione regionale di Charkiv, venendo respinti dalle forze speciali ucraine. Il 16 aprile i membri della filiale di Donec'k dell'organizzazione, fondata dal futuro capo dell'autoproclamata Repubblica Popolare di Doneck Aleksandr Zacharčenko, hanno occupato l'edificio del consiglio comunale della città per richiedere un referendum sullo status dell'oblast' di Donec'k. A maggio i militanti hanno preso il controllo della residenza dell'oligarca Rinat Achmetov e degli uffici delle televisioni regionali "Donbass" e "Union". A giugno è stato quindi fondato il Battaglione "Oplot", che ha preso parte alla guerra del Donbass nelle file della Milizia Popolare di Doneck. L'unità ha inizialmente partecipato ai combattimenti nella parte orientale della regione, vicino al confine russo, mentre a partire da luglio è stata impiegata nella battaglia dell'aeroporto di Donec'k. In seguito ha inoltre preso parte alle battaglie di Debal'ceve e di Ilovajs'k. Verso la fine del 2014 il battaglione è stato espanso, assorbendo unità di combattenti irregolari come l'Esercito Ortodosso Russo, venendo riorganizzato nella 5ª Brigata fucilieri motorizzata. L'equipaggiamento dell'unità è stato fornito direttamente dalla Russia, e non era mai stato in servizio nell'esercito ucraino.
Il 13 gennaio 2015 i lanciarazzi Grad della brigata hanno sparato contro un posto di blocco ucraino nei pressi di Dokučajevs'k, colpendo la popolazione civile e causando vittime pari a 12 morti e 19 feriti. Il 16 febbraio la leadership della brigata è stata inclusa nell'elenco delle sanzioni dell'Unione europea. Fra il 2015 e il 2017 è stata comandata dal colonnello delle truppe aviotrasportate russe Igor Kaplij. Sotto la sua leadership l'unità è stata gestita in modo pessimo e ha subito gravi perdite; Kaplij è stato perciò rimosso dall'incarico nella primavera del 2017. Ad ottobre 2018, la brigata è stata ufficialmente intitolata ad Aleksandr Zacharčenko, ucciso da un'autobomba il 31 agosto. Con il raffreddarsi del conflitto la brigata è rimasta schierata lungo la linea di contatto, coprendo il settore fra Komsomol's'ke e Olenivka.

### Invasione russa dell'Ucraina
Con lo scoppio dell'invasione russa dell'Ucraina il 24 febbraio 2022 la brigata ha preso parte ai combattimenti, operando inizialmente nell'area della città di Donec'k. Nel corso dei primi mesi di guerra ha combattuto a Mariupol', Volnovacha e Popasna, venendo per questo ringraziata dal Capo della Repubblica Popolare di Doneck Denis Pušilin. Il 28 aprile è morto in ospedale il comandante del 2º Battaglione fucilieri motorizzato della brigata, maggiore Roman Petrasov, dopo essere stato ferito gravemente durante la battaglia di Mariupol'. Alla fine dell'anno, come tutte le unità delle milizie separatiste del Donbass, è stata integrata nell'esercito regolare russo e subordinata all'8ª Armata combinata.
A partire da gennaio 2023 la brigata è stata impiegata nel settore di Mar"ïnka, dove ha preso parte per tutto l'anno ai durissimi combattimenti per le rovine della cittadina, rasa al suolo dai bombardamenti russi. Reparti d'assalto della brigata hanno sofferto gravi perdite in direzione del villaggio di Vodjane, a nord di Vuhledar; i sopravvissuti hanno registrato un appello al presidente russo Vladimir Putin dichiarando di aver subito oltre 300 caduti e che i loro comandanti avrebbero impiegato truppe anti-ritirata per costringerli ad avanzare. Per ripianare le perdite, a marzo le è stato assegnato il 1004º Reggimento fucilieri motorizzato (unità militare 29293), costituito con personale mobilitato delle regioni di Arcangelo, Kaliningrad e Murmansk, e il 95º e 96º Reggimento fucilieri motorizzato (unità militare 34487 e 34490), reclutati sul territorio della Repubblica Popolare di Doneck. I militari del 1004º Reggimento si sono pubblicamente lamentati di essere stati mandati all'assalto senza addestramento ed equipaggiamento adeguati, venendo utilizzati come "carne da cannone".
In autunno, dopo la definitiva conquista di Mar"ïnka, la brigata è rimasta schierata nel settore, attaccando verso nord in direzione di Staromychajlivka ad ottobre 2023 e successivamente verso Krasnohorivka a partire da febbraio 2024. Dopo oltre due mesi di duri combattimenti, all'inizio di maggio è riuscita ad occupare la parte meridionale della città insieme alla 110ª Brigata fucilieri motorizzata. Nei mesi successivi le due unità sono state impegnate in una difficile battaglia per l'insediamento, raggiungendone il centro nella metà di luglio. Dopo ulteriori e aspri combattimenti i soldati della brigata hanno completato, insieme ai reparti della 110ª Brigata, la totale conquista di Krasnohorivka il 9 settembre 2024. Alla fine di settembre il 95º Reggimento subordinato alla brigata è stato impiegato durante la fase finale della rinnovata offensiva russa su Vuhledar, prendendo parte alla conquista della città. Il 6 novembre il comandante della brigata, maggior generale Pavel Klimenko, è stato ucciso in combattimento sul fronte di Donec'k. A metà novembre la brigata, dopo settimane di duri combattimenti contro la 46ª Brigata aeromobile, è riuscita nonostante le numerose perdite a raggiungere i sobborghi orientali di Kurachove. Il 5 dicembre 2024 è stata insignita del titolo di unità delle guardie per decreto del Presidente della Federazione Russa. Entro la prima settimana di gennaio 2025 la brigata, insieme ad altre unità dell'esercito russo tra cui la 110ª Brigata fucilieri motorizzata, ha completato con successo la conquista di Kurachove, compresa l'area urbana, tutte le strutture industriali e l'importante centrale elettrica; la 5ª Brigata è stata menzionata nel comunicato ufficiale del Ministero della difesa russo del 6 gennaio 2025. In seguito all'occupazione di Kurachove elementi della brigata sonso stati trasferiti più a nord, presso il villaggio di Vozdvyženka, venendo respinti da un contrattacco del 425º Battaglione d'assalto. Intorno alla metà di gennaio sia la 5ª che la 110ª Brigata sono state rischierate al completo, riuscendo così ad avanzare in direzione dell'autostrada T-0504. Nel luglio 2025 due comandanti di battaglione del 95º Reggimento subordinato alla brigata sono scomparsi dopo aver denunciato la corruzione e l'illegalità presenti nell'unità, secondo i blogger militari russi venendo assassinati dai propri superiori. Durante l'estate del 2025 la brigata, insieme all'intera 51ª Armata, è stata impiegata negli assalti a nordest di Pokrovs'k e Myrnohrad, in direzione del villaggio di Rodyns'ke.

## Struttura
- Comando di brigata[40]
- 1º Battaglione fucilieri motorizzato
- 2º Battaglione fucilieri motorizzato
- 3º Battaglione fucilieri motorizzato
- 276º Battaglione fucilieri (unità militare 55361)
- Battaglione corazzato (T-72)
- Gruppo d'artiglieria
  - Battaglione artiglieria campale (D-30)
  - Battaglione artiglieria semovente (2S1 Gvozdika)
  - Battaglione artiglieria lanciarazzi (BM-21 Grad)
  - Battaglione artiglieria controcarri (Kornet)
- Battaglione artiglieria missilistica contraerei (9K35 Strela-10 e ZU-23)
- Compagnia ricognizione
- Compagnia genio
- Compagnia comunicazioni
- Compagnia logistica
- Compagnia manutenzione
- Compagnia medica
- Plotone cecchini

## Comandanti
- Aleksandr Zacharčenko (giugno 2014 - agosto 2014)[41]
- Colonnello Michail Tichonov (agosto 2014 - giugno 2015)[40]
- Colonnello Igor Kaplij (giugno 2015 - 2017)[10]
- Maggior generale Pavel Klimenko (2022 - novembre 2024) †[29]

## Simboli
Venendo integrata nell'esercito regolare russo, lo stemma della brigata è stato standardizzato con le altre formazioni. Sullo stemma dell'unità compare lo scudo blu e nero della città di Donec'k incrociato da due alabarde, simbolo di tradizione militare. Nel centro dello scudo compare una granata fiammeggiante, altro simbolo militare presente anche nella bandiera e negli emblemi delle forze terrestri russe.